# 羅英 (1907年)
羅英（1907年—？年），號伯翹，男，苗族，贵州关岭人，中华民国政治人物。民國37年（1948年）在貴州邊疆地區民族當選第一屆立法委員。
其父羅文煥是少數民族上層代表人物，為關嶺知名士紳，人稱「貴州西路小孟嘗」。

## 生平[3]
民國23年（1934年），中國國民黨貴州盤縣黨部黨務指導委員，指導成立盤縣教育會
民國27年（1938年），中國國民黨貴州畢節縣黨部書記長
民國34年（1945年），貴州省參議員
民國36年（1937年），中國國民黨貴州省黨部監察委員
在大陸被殺害，註銷立法委員名籍